# 2012년 7월 인도 정전

7월 30-31일 이틀간 정전이 된 지역
7월 31일 하루간 정전이 된 지역

2012년 7월 인도 정전은 2012년 7월 30일부터 7월 31일까지 북인도 지역에서 발생한 대규모 정전 사태를 말한다. 역사상 가장 큰 정전 사태로, 인도 인구의 약 절반인 6억명이 정전 피해를 입었으며, 이것은 전 세계 인구의 약 10%를 차지한다. 약 하루 동안 벌어졌으며, 인도의 수도인 뉴델리 (북인도)를 포함한 서인도 지역도 피해를 입었다.

## 같이 보기
- 2003년 미국 북동부 대정전
- 정전 (전기)